# Aéroport Le Touquet-Elizabeth II
L’aéroport Le Touquet-Elizabeth II (code IATA : LTQ • code OACI : LFAT)  est un aéroport ouvert à la circulation aérienne publique, situé sur la commune du Touquet-Paris-Plage dans le Pas-de-Calais en région Hauts-de-France (France).
Dénommé à sa création « Le Touquet-Paris-Plage », l'aérodrome est renommé en 2014 « Le Touquet-Côte d'Opale » puis en 2023 « Le Touquet-Elizabeth II ».
L'aéroport fut en 1953 le troisième  de France en nombre de mouvements derrière Paris (Orly, Le Bourget) et Nice.
Il est utilisé pour le transport aérien (national et international) et pour la pratique d’activités de loisir et de tourisme (avion et hélicoptère).

## Localisation
| Abbeville Albert - Bray Amiens - Glisy Arras - Roclincourt Beauvais - Tillé Berck-sur-Mer Calais - Dunkerque Cambrai - Niergnies Château-Thierry - Belleau Compiègne - Margny Dunkerque - · Les Moëres Laon - Chambry Lens - Bénifontaine Lille - Lesquin Lille - Marcq-en-Barœul Maubeuge - Élesmes Merville - Calonne Montdidier Péronne - Saint-Quentin Le Plessis-Belleville Saint-Inglevert - · Les deux Caps Saint-Omer - Wizernes Saint-Quentin - Roupy Soissons - Courmelles Le Touquet- · Elizabeth II Valenciennes - Denain |

## Historique

### Création
Dès 1922, nombreux étaient les appareils anglais à chercher à se poser au Touquet. Ils se posaient alors sur l'aérodrome de Berck-Merlimont.
Gaston Sainsart, ami de Blériot, commissaire de l'Aéro-Club de France, réussit à convaincre la Société des Casinos du Touquet d'organiser une navette automobile entre Le Touquet et l'aérodrome de Berck-Merlimont.
Compte tenu de la vétusté des installations de cet aérodrome et du trafic grandissant, la municipalité du Touquet vote en 1934 l'étude de la construction d'un aérodrome au Touquet. Les travaux, réalisés par l'entreprise Pentier, démarrent en février 1936 et l'inauguration a lieu, moins de 4 mois après, le 4 juillet, en présence du ministre de l'air, Pierre Cot, du maire Jules Pouget, Gaston Sainsard, secrétaire général de l'aéro-club, le sénateur Charles Delesalle président de l'aéro-club et de Maurice Séneschal commandant de l'aéroport.
La municipalité a fait appel à l'architecte touquettois Louis Quételart pour l'aérogare . La piste n'est pas encore bitumée. Comme fondateurs de cet aéroport, on peut citer aussi Jules Guez français d'origine tunisienne, aviateur militaire volontaire durant la Première Guerre mondiale et le Docteur Pouget, maire du Touquet, jusqu'en 1963.
Sous la direction de Maurice Séneschal, premier commandant de l'aéroport, la cérémonie d'inauguration fut grandiose et dura trois jours. Une fête aérienne rassembla 276 avions dont 183 se sont posés sur la piste détrempée à raison d'un par minute sans discontinuer. 650 personnes feront un tour en avion à cette occasion.
Dès le départ, le succès est au rendez-vous : 3 400 mouvements en 1936, 7 000 en 1937, année où l'Aéro-Club de France décerne à cet aérodrome la coupe du meilleur accueil.

#### Programme de l'inauguration de 1936
Celle-ci se déroule sur 3 jours
- Vendredi 3 juillet :
  - Arrivée de 250 avions de tourisme ;

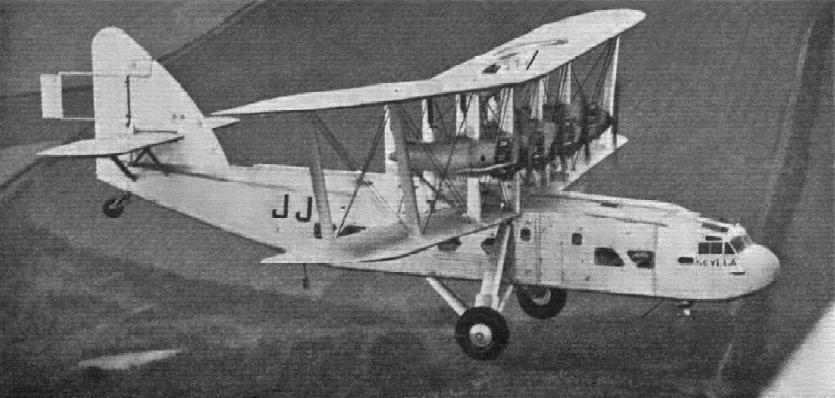
Le Short L.17 Scylla G-ACJJ.

  - Arrivée à 17 h 5, arrivée du Scylla  (G-ACJJ) des Imperial Airways (42 places, bar et restaurant à bord) ;
- Samedi 4 juillet :
  - Suite et fin de l'arrivée des avions de tourisme ;
  - À 10 h, arrivée de l'avion ministériel ;
  - À 12 h, inauguration officielle de l'aéroport par M. le ministre de l'air ;
  - À 13 h, déjeuner officiel au Royal Picardy ;
  - À 16 h, parc du concours hippique, gymkhana réservé aux équipages ;
  - À 22 h, au casino de la plage, cabaret chantant et dancing.
- Dimanche 5 juillet :
  - À 15 h, ouverture du meeting par Cavalli sur Gourdou-Leseurre, moteur Hispano ;
  - À 15 h 15, démonstrations acrobatiques de l'autogire de la Cierva construit en France, piloté par Lepreux ;
  - À 15 h 30, haute voltige aérienne et descente hélice calée par Michel Détroyat, sur Morane-Saulnier spécial ;
  - À 15 h 45, patrouille militaire d'Étampes ;
  - À 16 h, descente en parachute par Mme Suzette O'nil-Dranem ;
  - À 16 h 20, exercice de haute école et de maniabilité par Cavalli sur Gourdou-Leseurre, moteur Hispano ;
  - À 16 h 35, démonstration de sécurité et exercices de montée et descente de l'autogire de la Cierva, piloté par Lepreux ;
  - À 16 h 50, les leçons de pilotage exécutées par Michel Détroyat, suivant les principes d'Adémaï ;
  - À 17 h 5, descente commandée par le parachutiste Denoix ;
  - À 17 h 20, patrouille militaire acrobatique d'Étampes et clôture des manifestations[6].

### Liaison régulière le Touquet - Angleterre

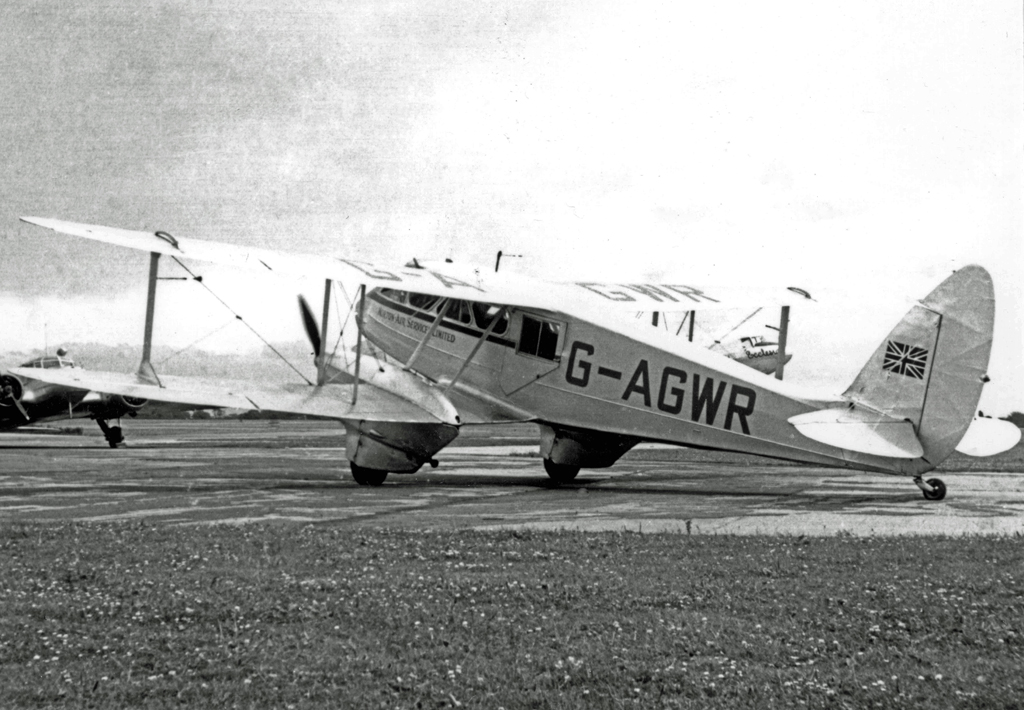
Un Morton Air Service DH 89 Dragon Rapide à l'aéroport de Manchester en 1950.

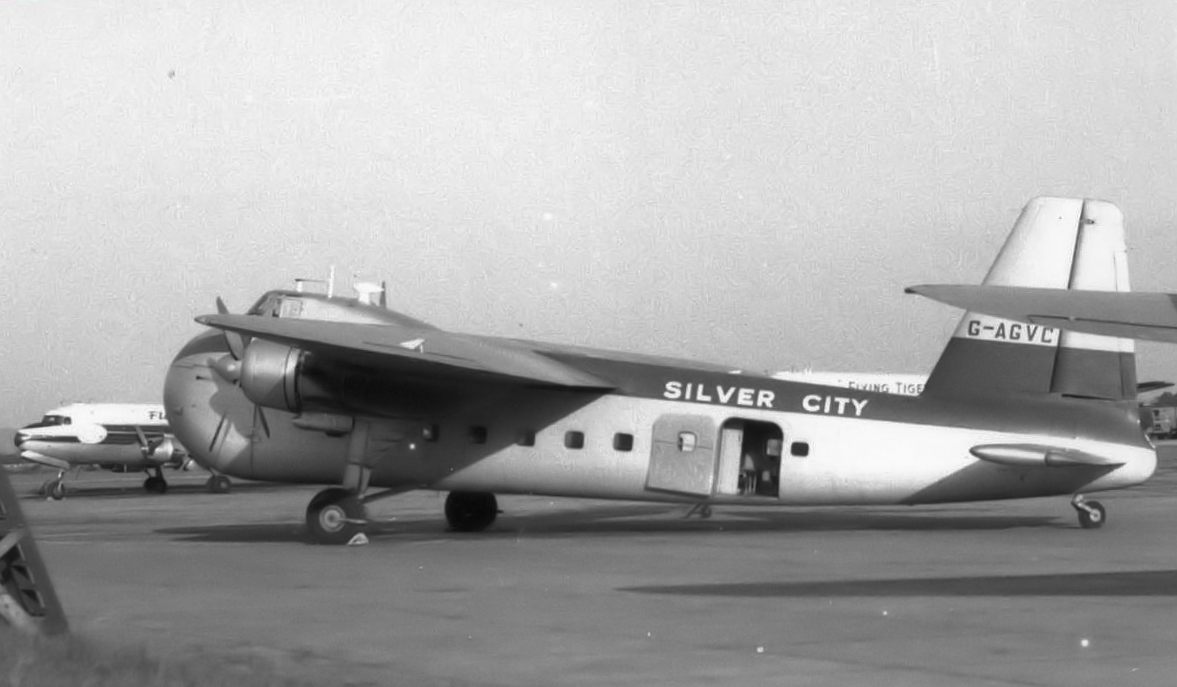
Un Silver City Bristol 170 Mark 21 Freighter à l'aéroport de Manchester en mai 1955

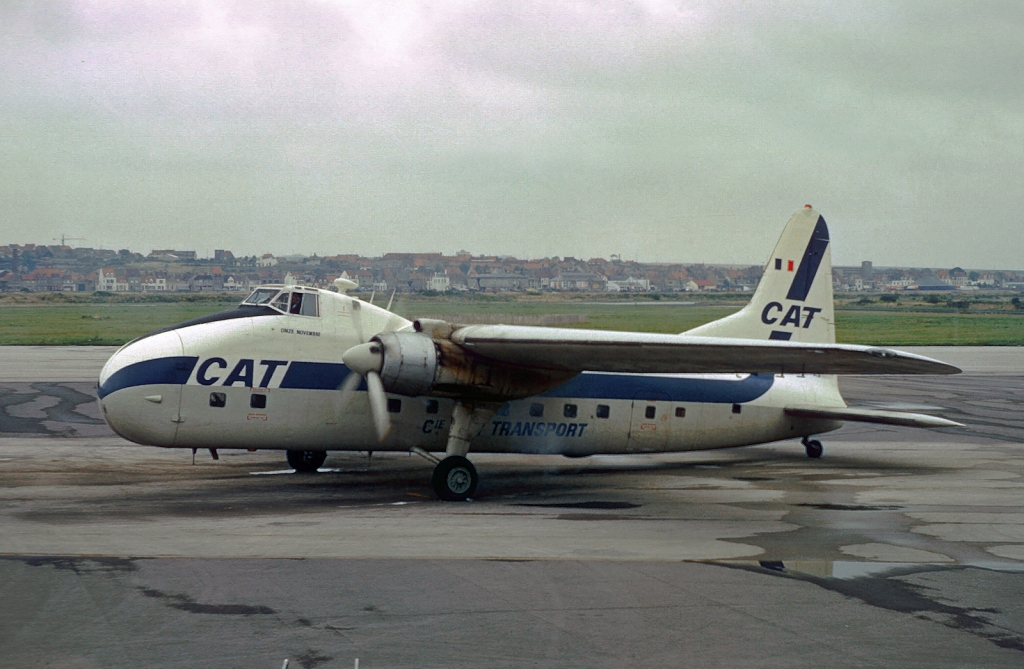
Un Bristol Superfreighter de la Compagnie Air Transport à l'aéroport du Touquet-Côte d'Opale en 1969.

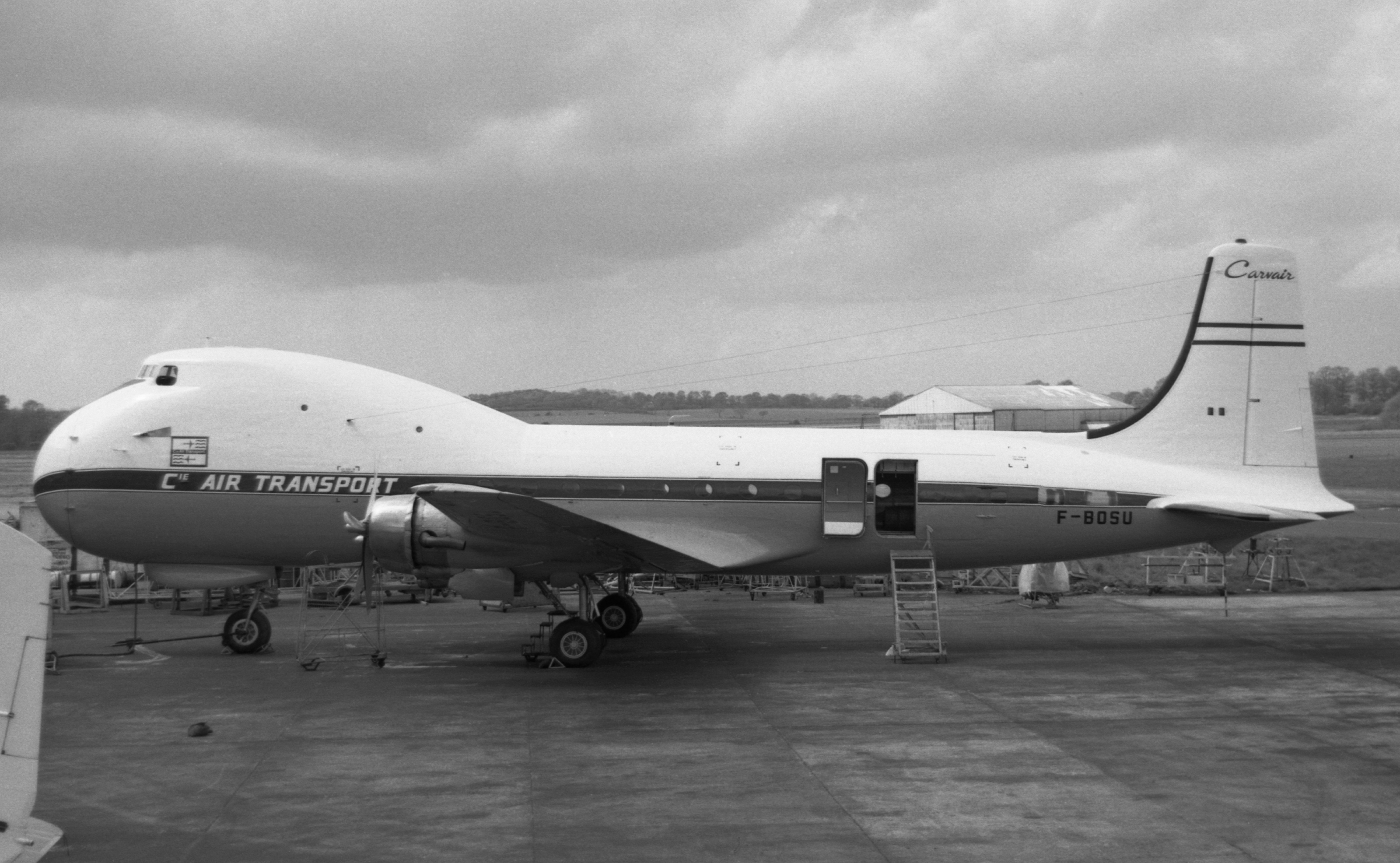
Un ATL-98 Carvair F-BOSU de la Compagnie Air Transport, à l'aéroport de Londres Southend en 1967.

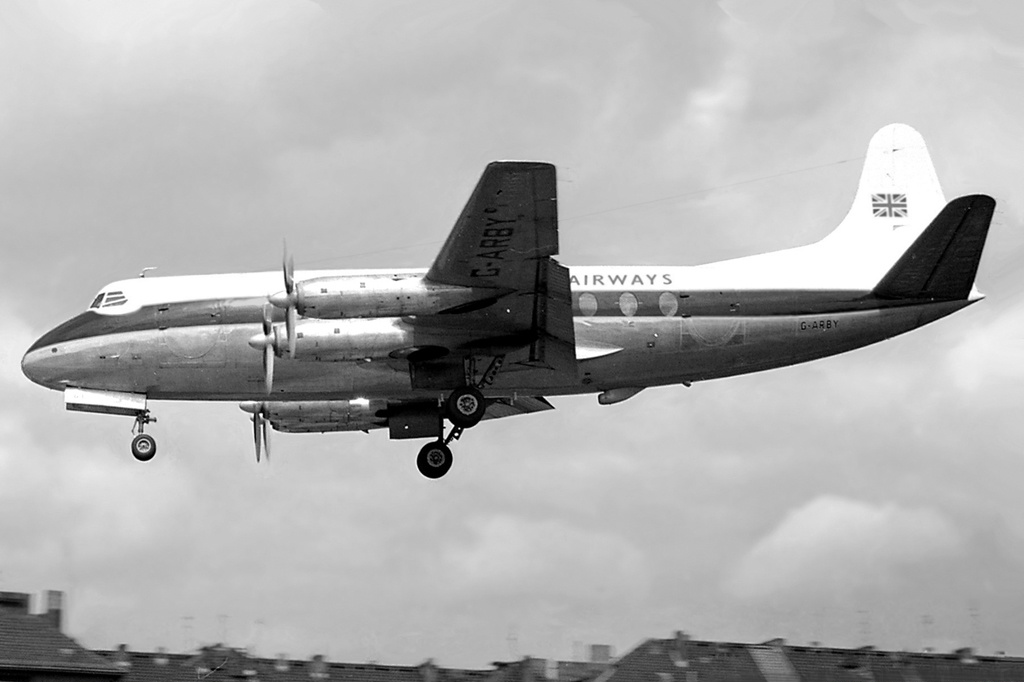
BUA Vickers 708 Viscount, avion exploité sur la ligne inaugurale aéroport de Londres-Gatwick - Le Touquet-Paris-Plage du service Flèche d'argent, le 26 mai 1963.

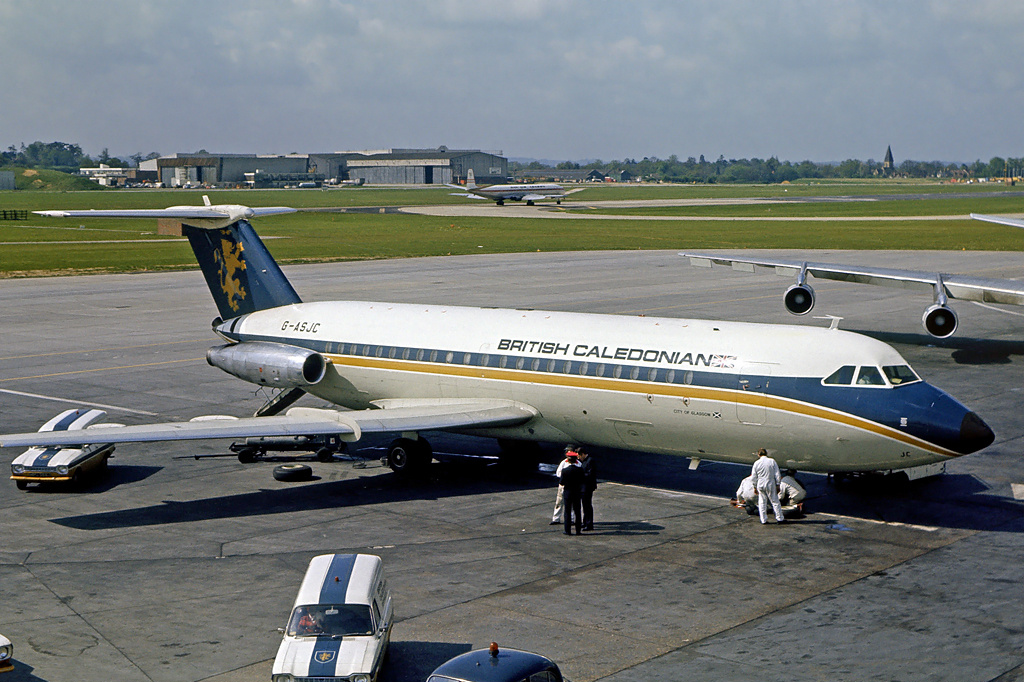
Un BAC 1-11 200 de la British Caledonian à l’aéroport de Londres Gatwick en 1973.

À la fin des années 1940, l'avion Bristol 170 Freighter est spécialement conçu pour faire traverser la Manche à des voitures. Dans sa soute il peut transporter trois véhicules et une dizaine de passagers. Cet étrange appareil est choisi par la Silver City Airways pour assurer un pont aérien entre les aéroports du Touquet et de Lympne puis de Lydd.
La compagnie britannique assure le premier vol le 15 juin 1948 et assurera de 1948 à 1958, une trentaine de vols par jour dans les deux sens, d'une durée de 20 minutes. La British United Air Ferries (BUAF), résultant de la fusion entre Channel Air Bridge and Silver City Airways, lui succéda, elle devint ensuite la British Air Ferries (BAF), puis la compagnie française Air Transport (CAT) prit le relais avec des Bristol Superfreighter et des ATL-98. Durant l'exploitation de cette ligne, 125 000 liaisons furent effectuées et 759 000 passagers transportés. La compagnie British Caledonian assurera aussi des liaisons au départ de l'aéroport de Londres-Gatwick avec des BAC 1-11.

### Compagnies ayant desservi Berck pour Le Touquet-Paris-Plage

#### Avant 1936
- Imperial Airways
- Walcot Air Line

### Compagnies ayant desservi le nouvel aéroport du Touquet-Paris-Plage

#### De 1936 à 1939
- Imperial Airways
- Olley Air Service

#### Après 1945
- Air Kruise
- Air UK
- British Caledonian
- British Island Airways
- British United Airways
- British United Air Ferries qui devient British Air Ferries (BAF)
- Compagnie Air Transport
- LyddAir
- Morton Air Services
- Olley Air Service
- Silver City Airways
- SATA Genève

### Chronologie
- 1936 : le 4 juillet, inauguration de l'aéroport[10]. La même année, le conseil municipal demande la modification des limites territoriales pour incorporer l’aéroport dans la commune du Touquet-Paris-Plage[11].
- 1947 : création de la tour radio[10].
- 1948 : arrêté préfectoral rattachant les terrains de l’aéroport au territoire de la commune du Touquet-Paris-Plage[11].
- 1955 : rehaussement de la tour radio[10].
- 1953 : création d'une seconde piste. Son tracé dans la forêt amène à modifier de façon importante certaines voies, puisque l'avenue du Château est interrompue par la nouvelle piste. Cette seconde piste est perpendiculaire à la première et à la Canche.
- 1954 : Le 18 juillet entre 7 h et 21 h, l'aéroport reçoit 195 avions qui transportent 2 122 passagers, 501 voitures, 267 motos et 119 bicyclettes. Un avion atterrissait ou décollait toutes les 4 minutes[12].
- 1955 : l'aérogare de Louis Quételart est agrandie.
- 1956 : création du service « Train + avion » La Flèche d'argent de la SNCF reliant Paris à Londres par Le Touquet. À cette occasion, la tour de contrôle est surélevée.
- 1957 : la piste 14/32 est allongée.
- 1959 : création d'une nouvelle aérogare[13]
- 1959 : la piste 14/32 est de nouveau allongée (à 1 500 m)
- 1959 : venue du général de Gaulle, président de la république, à l’aéroport[11].
- 1961 : la piste 14/32 est de nouveau allongée (à 1 800 m) et création du restaurant L'Escale tenu par le couple Falcoz[10].
- 1961 : constitution de la « société d’économie mixte de l’aéroport du Touquet » (SEMAT)[11].
- 1962 : construction d'un logement de concierge et d’une station service à l’aéroport[11].
- 1965 : arrivée de la première Caravelle
- 1966 : la piste 14/32 est de nouveau allongée (à 2 000 m)[14]
- 1967 : construction, par l'État, de la nouvelle tour de contrôle, toujours visible aujourd'hui[10].
- 1980 : La Flèche d'argent, devenue déficitaire, est supprimée.
- 1981 : détournement d'avion en mai 1981.
- 1994 : L’hélicoptère Dauphin de la Marine nationale prend ses quartiers sur le site de l'aéroport afin d'assurer la veille du cap d'Antifer (près du Havre) à la frontière belge en coordination avec le Cross Gris-Nez[15].

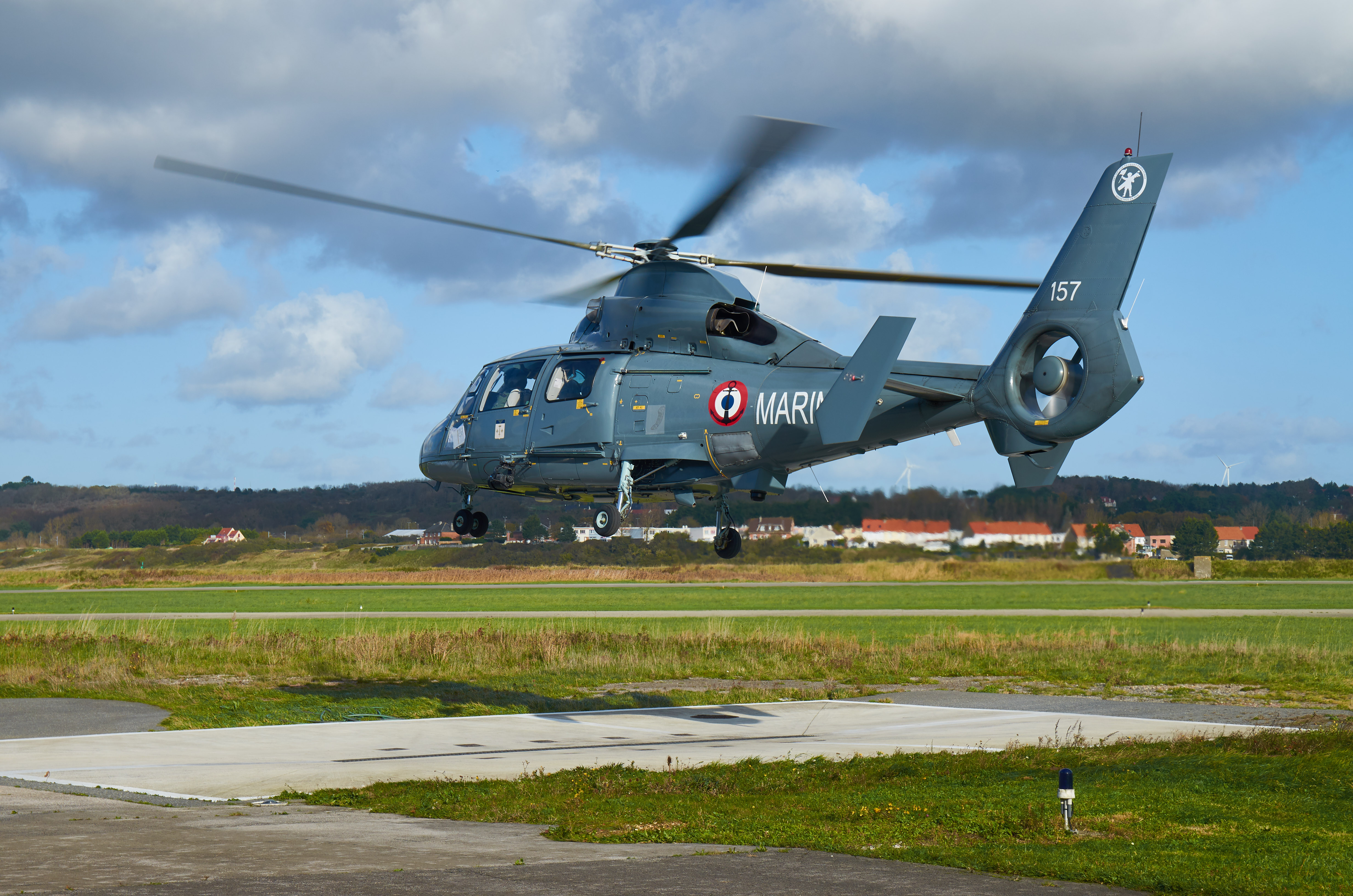
Dauphin SA.365N SP de la Marine nationale à l'aéroport du Touquet-Côte d'Opale en 2019.

- 2004 : la petite piste est fermée, l'espace « nouveau siècle » est créé à son emplacement : il comprend un collège, une salle de sport, des logements accessibles aux résidents à l'année.
- 2023 : 
  - l’aéroport du Touquet-Côte d'Opale, géré depuis 1961 par la société d'économie mixte de l'aéroport du Touquet (SEMAT), à la fois publique et privée, passe en fonctionnement sous régie municipale ;
  - L'aéroport, à la suite de la mort de la reine Élisabeth II et à la demande de la municipalité d'ajouter le nom de la reine au nom de l'aéroport, le roi Charles III ayant donné son accord, doit prendre le nom d'« aéroport international Le Touquet Elizabeth II »[16] ;
  - l'aéroport prend officiellement le nom de « aéroport Le Touquet-Elizabeth II » selon l'arrêté paru au Journal officiel le 19 décembre 2023[17].

## L'aéroport à partir des années 1990

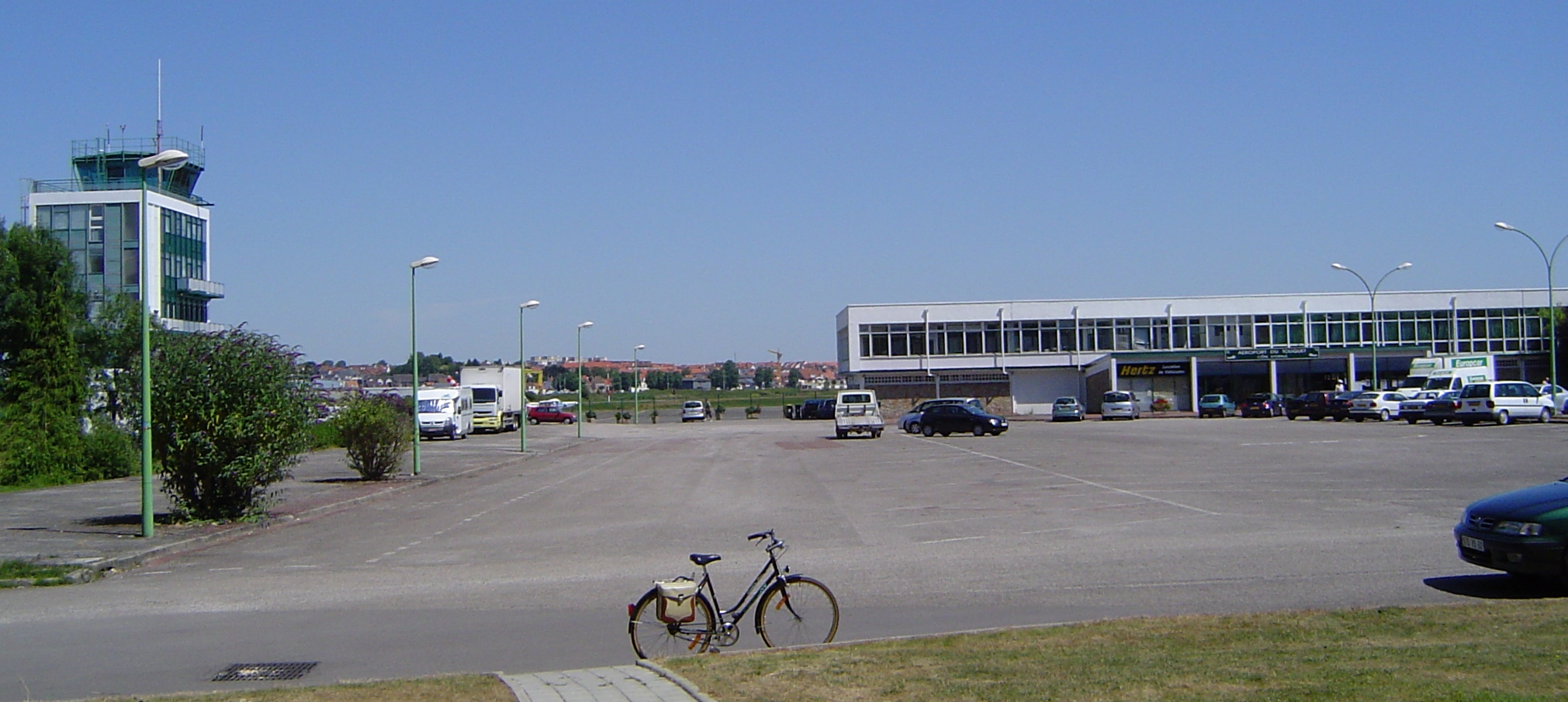
La tour de contrôle et l'aérogare, photo prise le 16 juillet 2006.

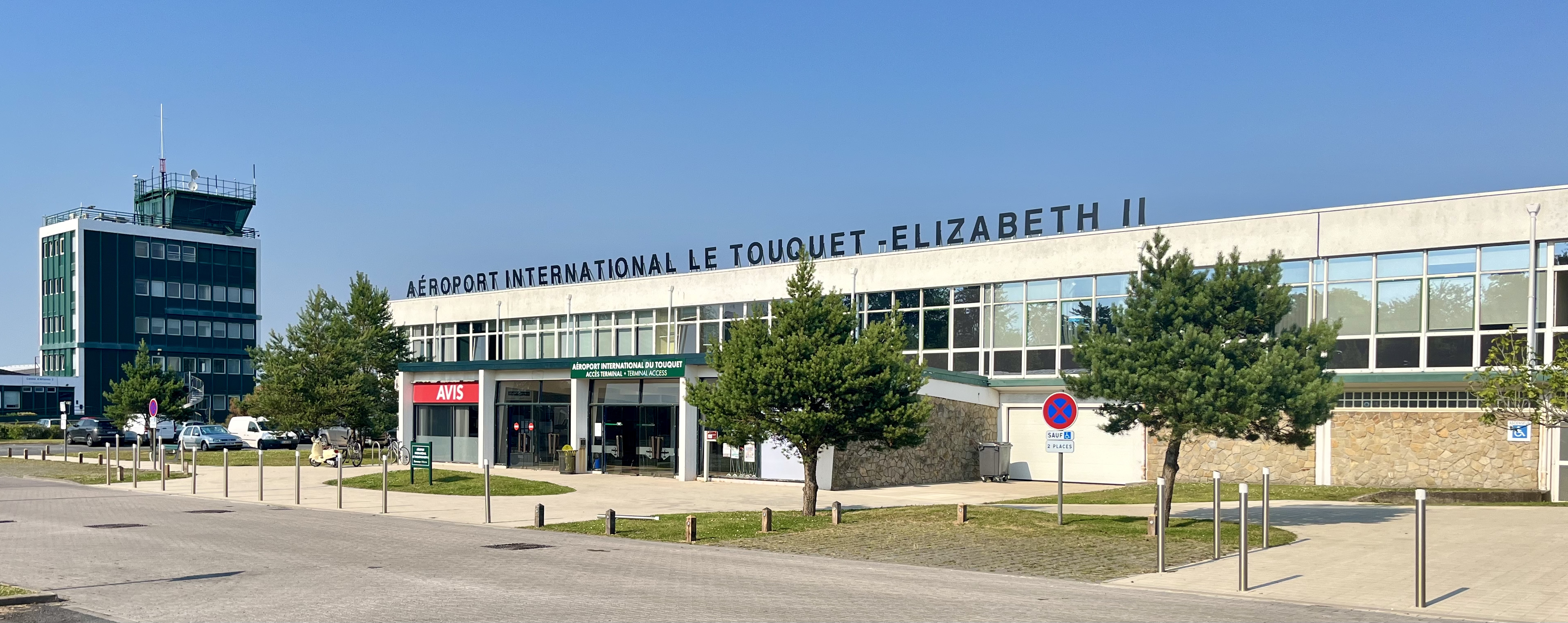
L'aéroport international Le Touquet-Elizabeth II, photo prise le 24 juin 2024.

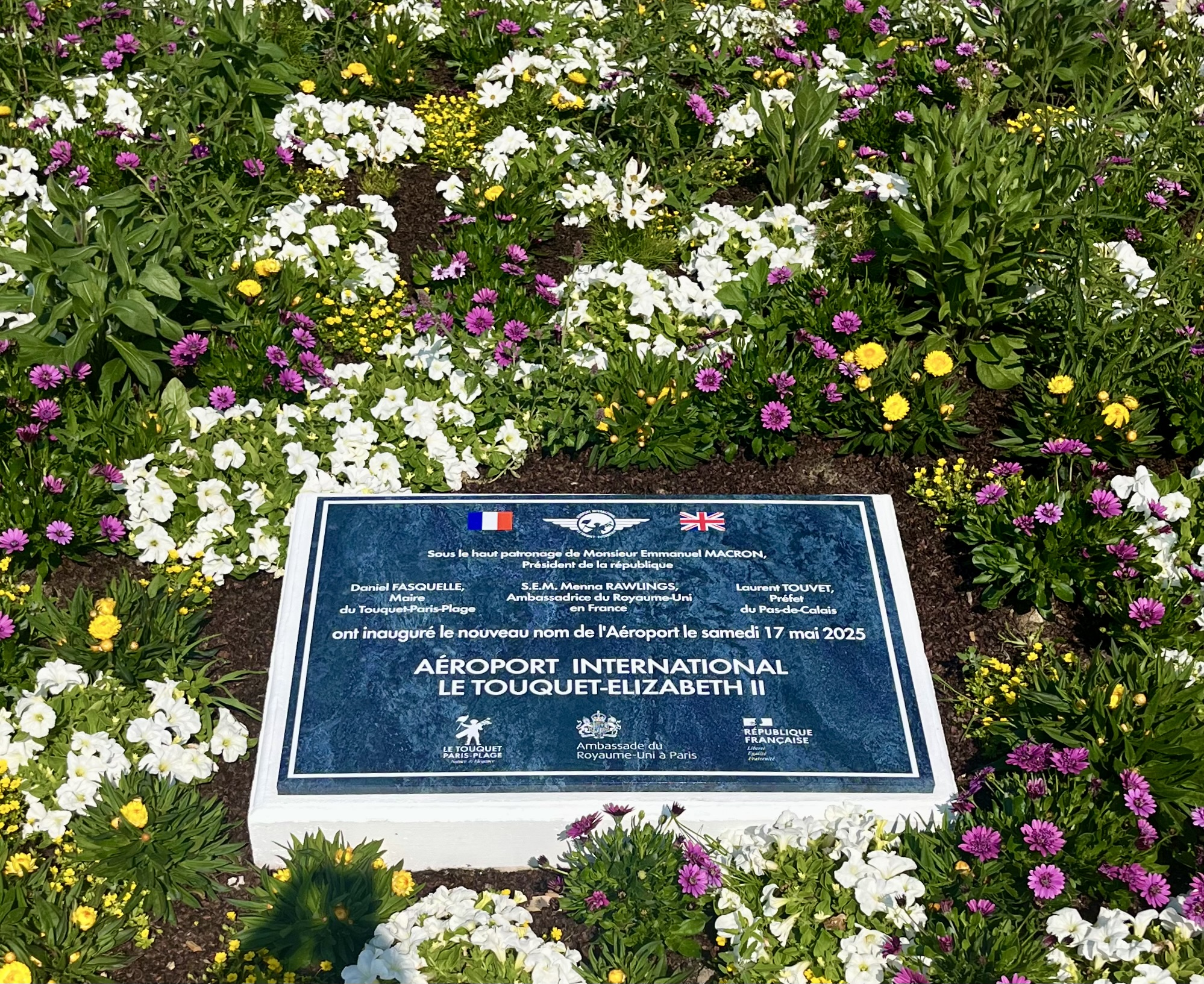
La plaque commémorant le nouveau nom de l'aéroport Le Touquet-Elizabeth II.

Dans les années 1990, la compagnie British Independant Airways a rouvert la ligne Le Touquet - Lydd mais ce service n'a pas rencontré le succès escompté, les avions utilisés étant surdimensionnés par rapport au trafic.
Une compagnie de transport à la demande Air Côte d'Opale, créée en 1978 par des industriels de la région de Calais était installée sur l'aéroport. Elle utilisait des Piper PA-23, PA-34 ou bien un Beechcraft E-90 King Air.
En 2014, la compagnie britannique LyddAir assure la ligne régulière Le Touquet-Côte d'Opale - Lydd-Aéroport du Kent, au moyen de petits appareils, du vendredi au dimanche toute l'année, fréquentée principalement par des golfeurs. L'aéroport est essentiellement utilisé par des avions de tourisme et des avions-taxi, bien que des Airbus et des Boeings, affrétés par des agences de voyages, y atterrissent en saison.
Le 18 avril 2014, l'aérodrome est officiellement renommé « Le Touquet-Côte d'Opale ».
L'aéroport fait partie du « Groupe aéronautique du Littoral », regroupant l'aérodrome d'Alpech au Portel, l'aérodrome de Saint-Inglevert - Les deux Caps, l'aéroport international Calais - Dunkerque, l'aérodrome de Dunkerque - Les Moëres, l'aérodrome de Berck-sur-Mer et l'aérodrome de Saint-Omer - Wizernes.
Une école de pilotage d'hélicoptère, le « Rotor Club de la Côte d'Opale » s'y est également installée. Cette école, sous la responsabilité du pilote-instructeur Philippe Cotrel, ancien maire du Touquet-Paris-Plage, assure la formation de pilote privé PPL (H) FCL-2, les vols d'initiation et les vols touristiques.
Le Rotor Club de la Côte d'Opale donne également la possibilité de découvrir - durant des vols de 20 minutes - le Yak 52, avion de légende ayant servi à la formation des pilotes de chasse soviétiques, et largement utilisé par les pilotes de voltige.
Sur le site de l'aéroport, a été créé le Centre d'affaires du Touquet-Paris-Plage, situé au premier étage du bâtiment principal de l'aérogare. Jouxtant ce centre, a été créée une pépinière d'entreprises. Un partenariat a été établi avec la chambre de commerce et d'industrie de Boulogne-sur-mer Côte d'Opale,.
À la suite de la mort d'Élisabeth II, en septembre 2022, le conseil municipal du Touquet-Paris-Plage adopte une délibération visant à renommer l'aéroport du nom de la souveraine britannique,,. La proposition est ensuite soumise à son successeur, le roi Charles III, pour approbation. En août 2023, la commune reçoit l'accord du roi Charles III. L'aérodrome prend officiellement le nom de « aérodrome Le Touquet-Elizabeth II » selon l'arrêté paru au Journal officiel le 19 décembre 2023,,. 
Le 17 mai 2025, à l'occasion du changement de nom, est inauguré par le maire Daniel Fasquelle l'aéroport du Touquet-Elizabeth II, en présence de l'ambassadrice du Royaume-Uni en France Menna Rawlings, du préfet du Pas-de-Calais Laurent Touvet, du député Philippe Fait et du sénateur Jean-François Rapin.

## Équipements électroniques

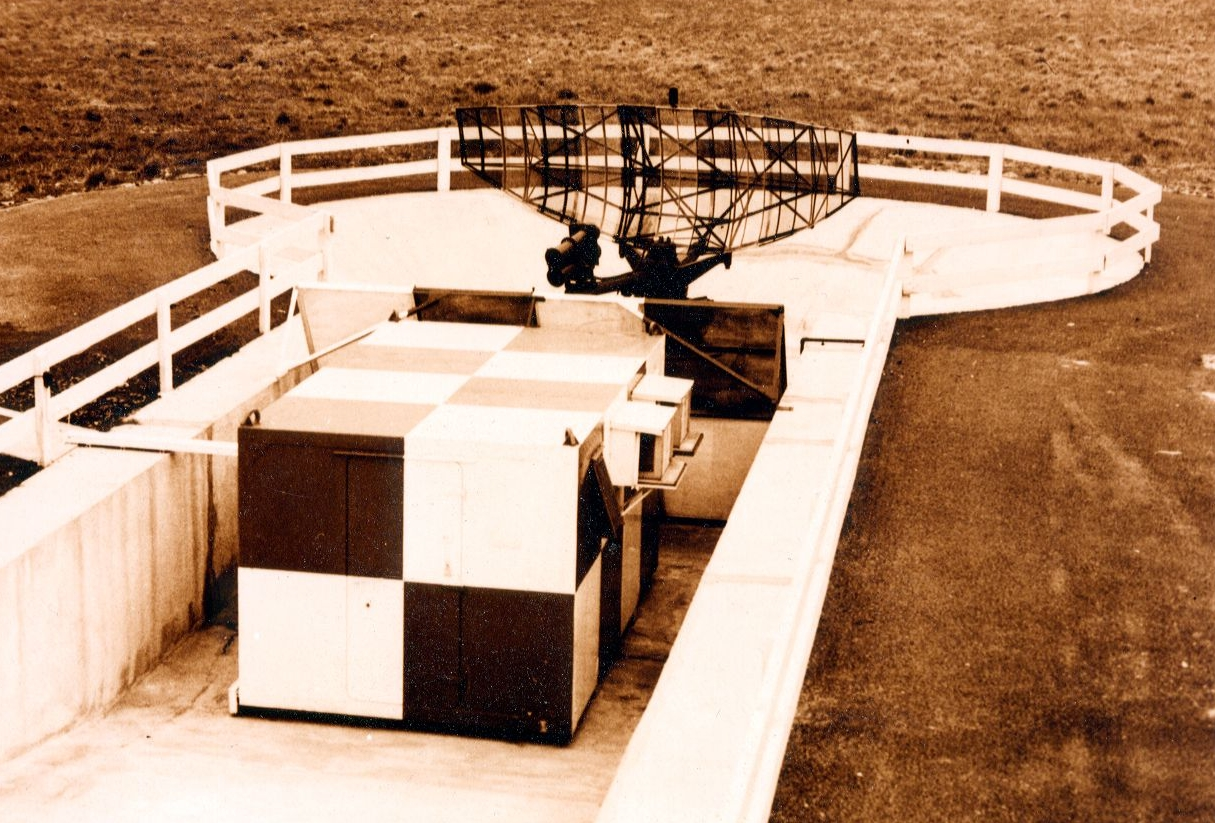
Le radar du Touquet est l'un des premiers installés sur un aérodrome français

Dans les années 1960, compte tenu de l'importance du trafic géré, cet aérodrome est l'un des premiers aérodromes français à être équipé d'un radar d'approche par la Direction générale de l'Aviation civile (DGAC). La technologie de cette époque imposait des radars installés au ras du sol.
L'aéroport offre une capacité IFR/VFR de nuit.

## Galerie de photos

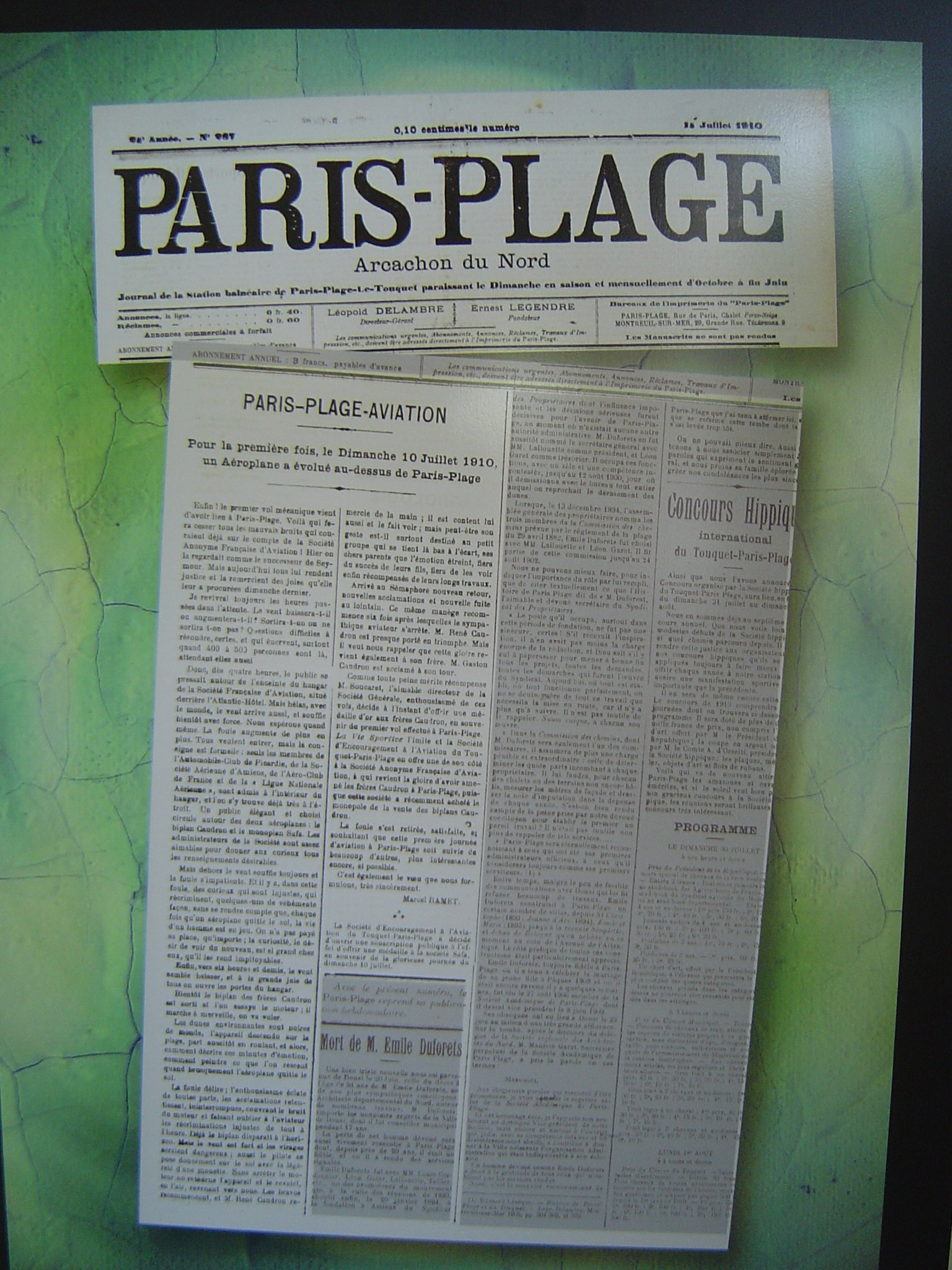
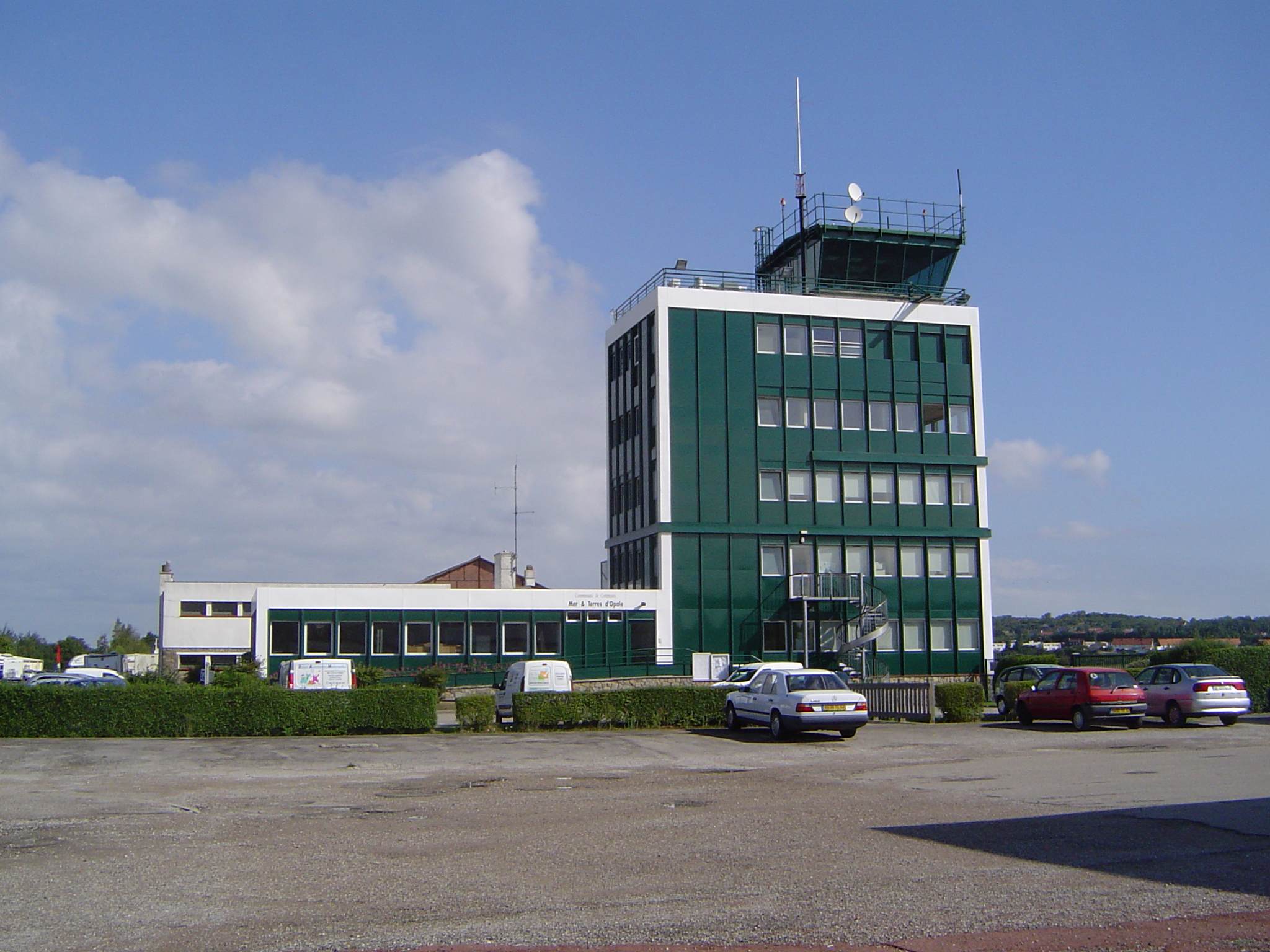
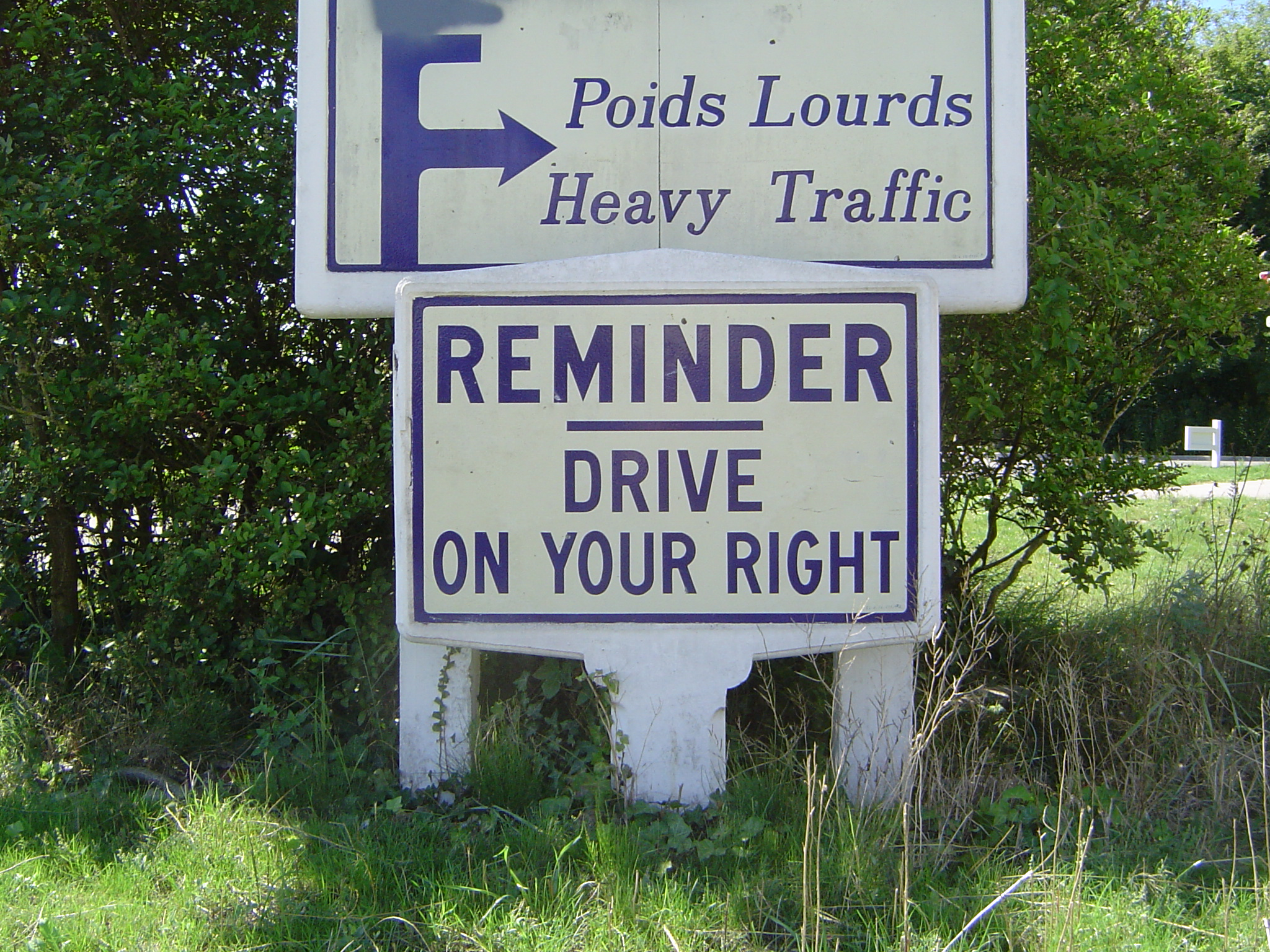
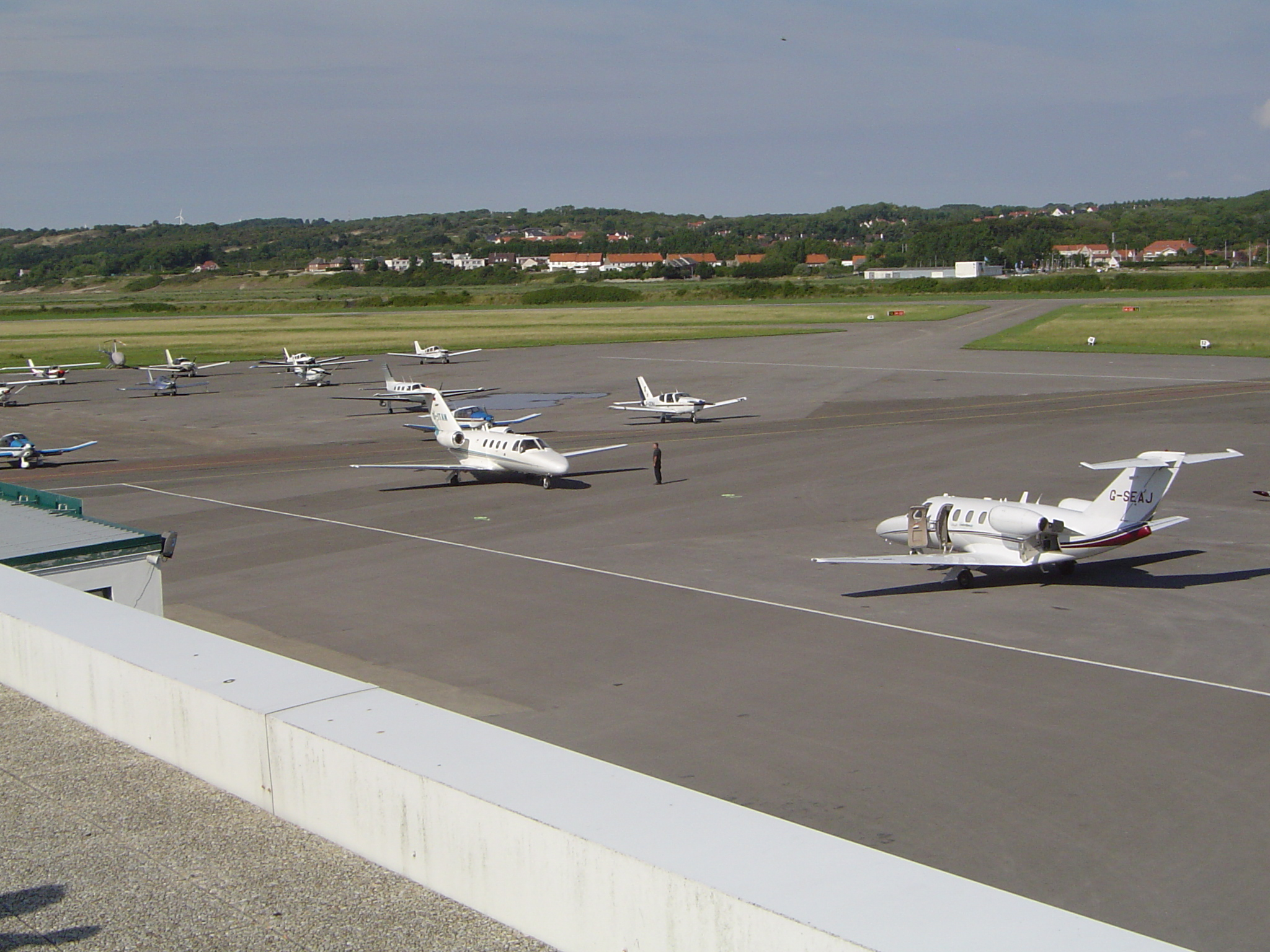
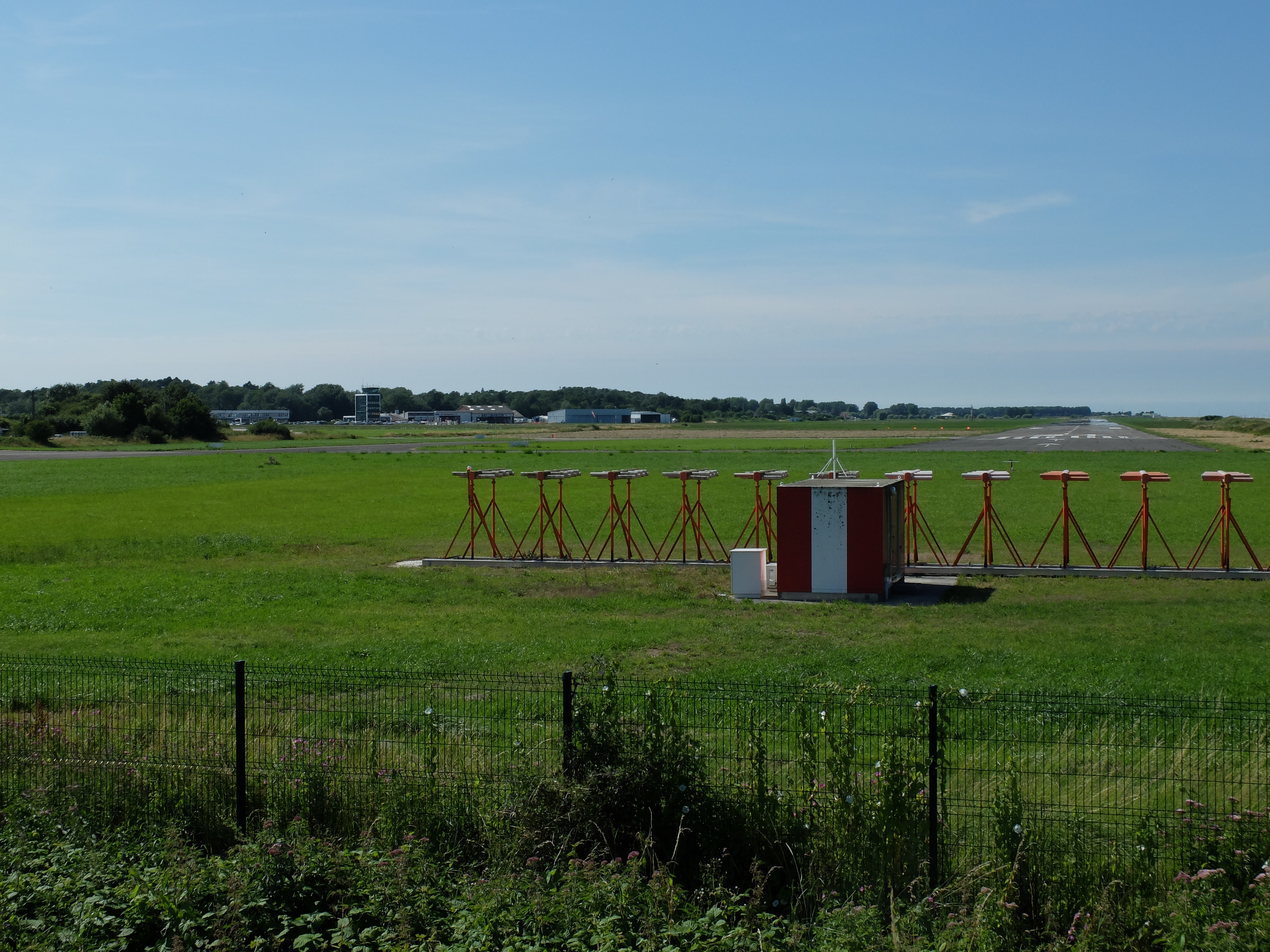
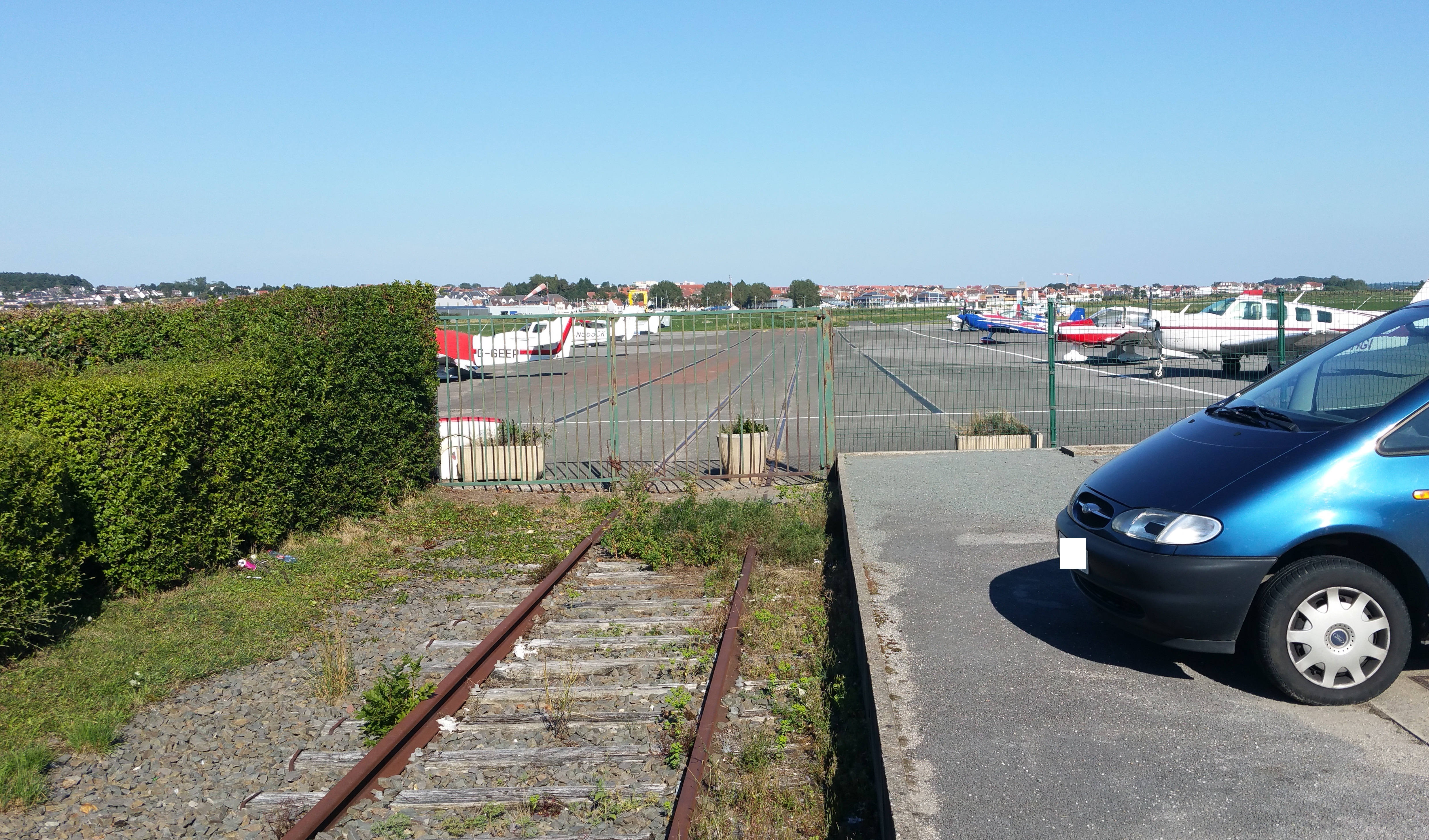
La voie traversant le tarmac de l'aéroport.
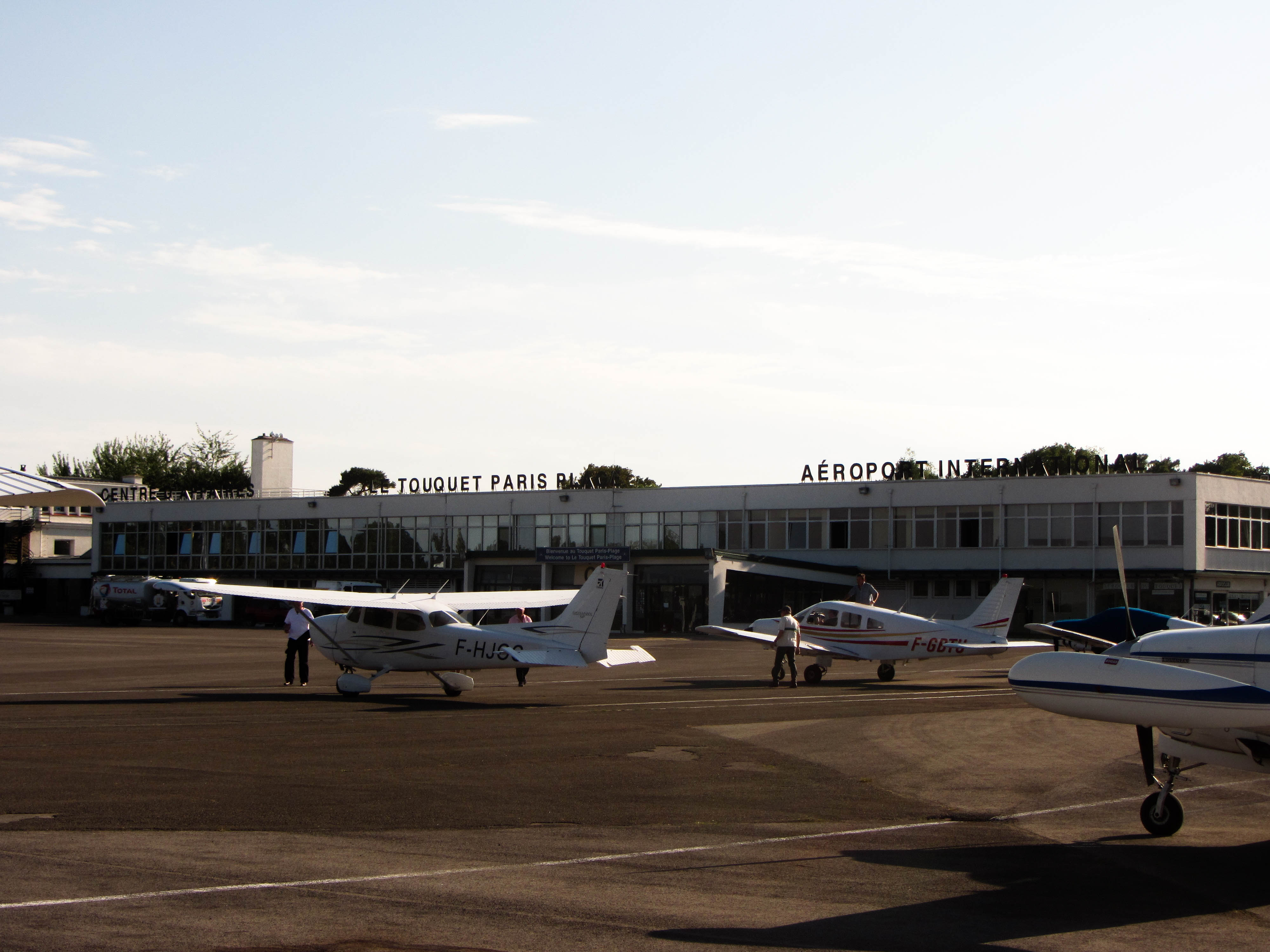

La patrouille de France le 16 septembre 2018 au Touquet-Paris-Plage
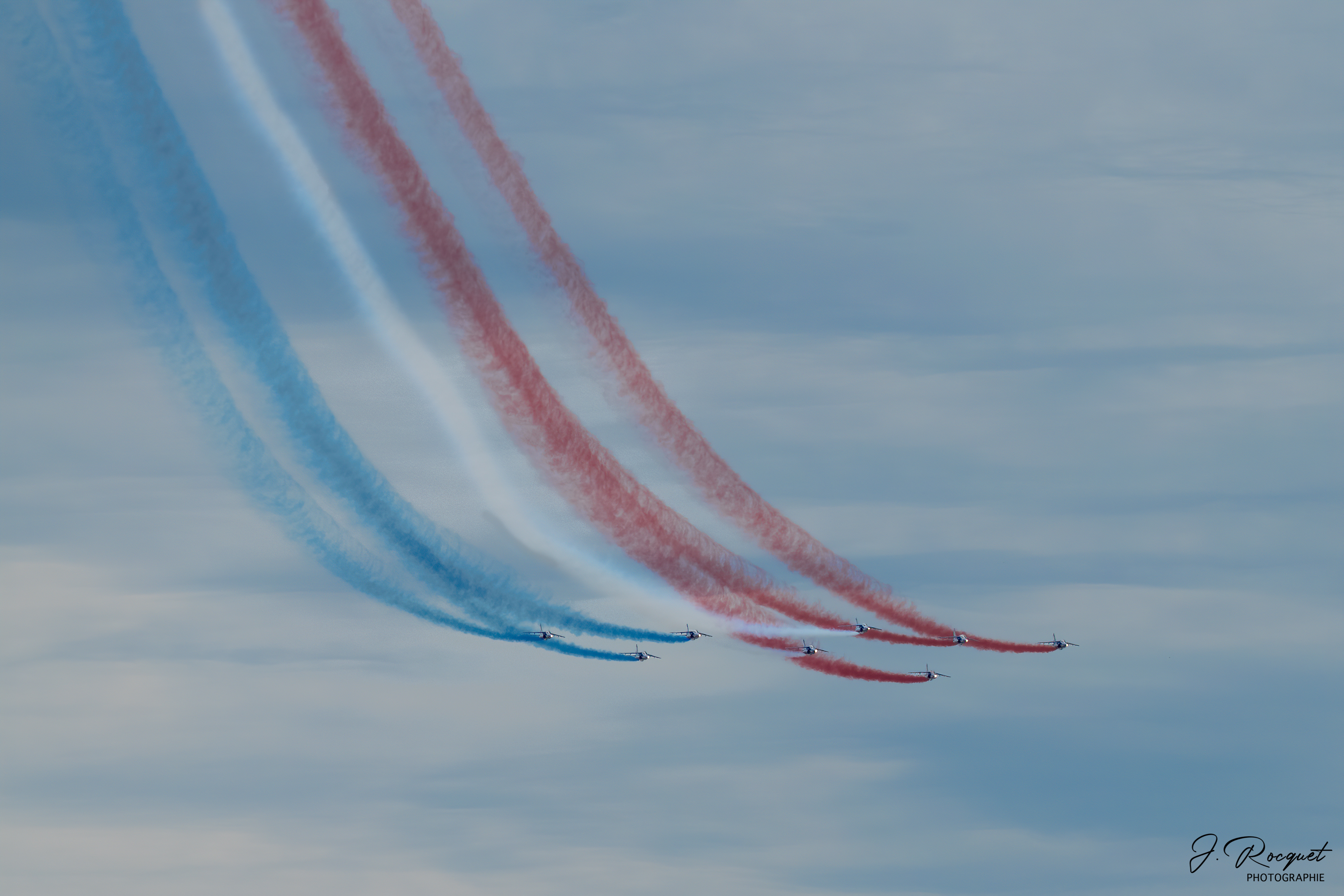
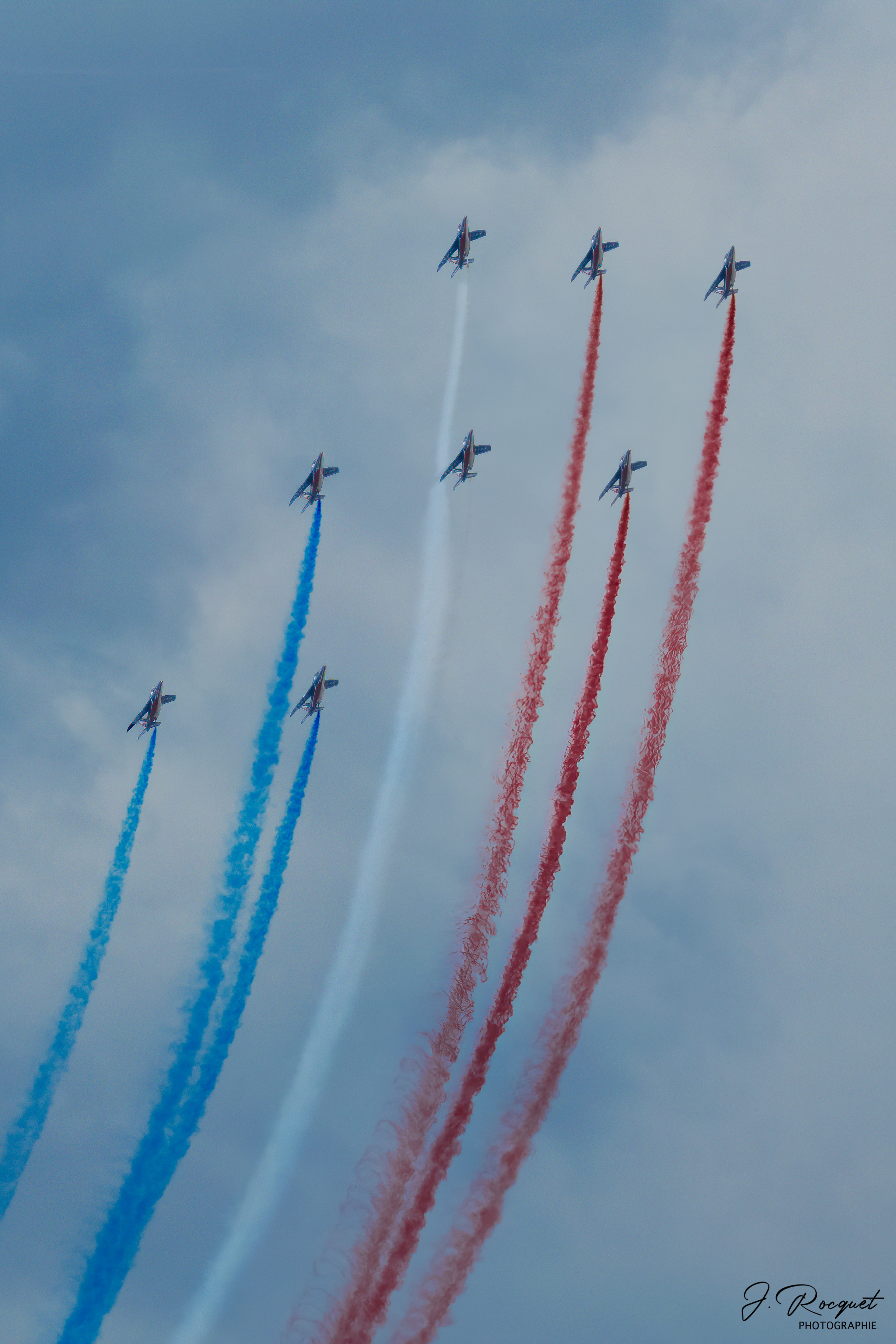
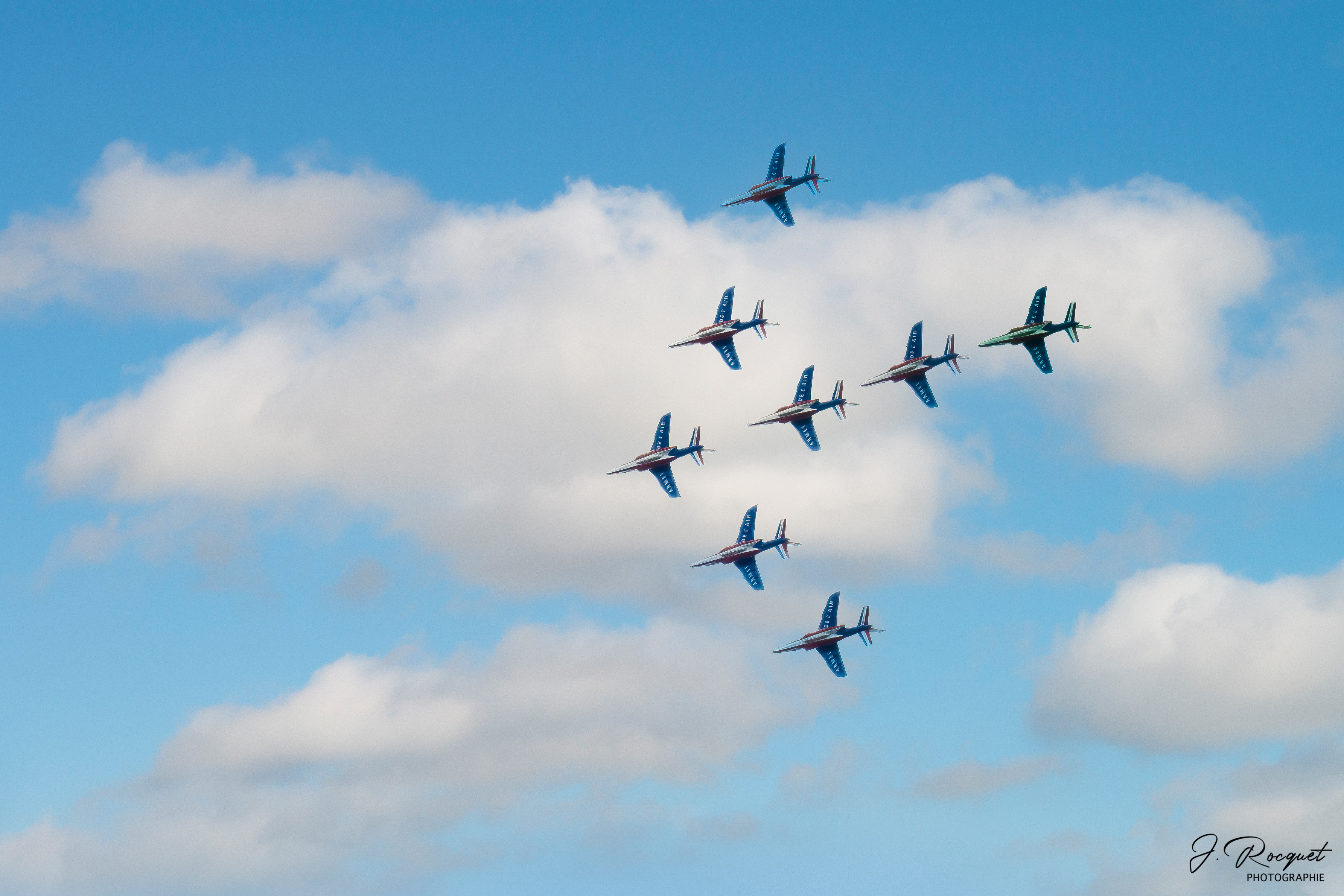

## Pour approfondir